# Альенде, Педро Умберто
Пе́дро Умбе́рто Алье́нде Саро́н (исп. Pedro Humberto Allende Sarón; 29 июля 1885, Сантьяго, Чили — 17 августа 1959, там же) — чилийский композитор, скрипач, фольклорист и педагог. Один из основоположников национальной композиторской школы.

## Биография
Родился в семье чилийского писателя Хуана Рафаэля Альенде и пианистки Селии Сарон. Первые уроки музыки получил у своего брата Хуана Карлоса. В 1908 году окончил Национальную консерваторию в Сантьяго по классу композиции и скрипки. В 1911 году совершенствовался в Европе, где попал под влияние музыки французских импрессионистов, особенно Клода Дебюсси, что заметно в раннем творчестве. Но его последующие произведения связаны с чилийским музыкальным фольклором. По возвращении в Чили он предложил определенные реформы, которые были введены в Национальной консерватории. Вскоре он совершил еще одну поездку в Европу, читая лекции по музыке в Германии, Испании и Франции . В 1918—1946 годах ввёл кафедру гармонии и композиции в Национальной консерватории; в 1928—1943 годах — профессор композиции. Составил несколько фольклорных сборников. Занимался обработкой народных песен. Заметно повлиял на чилийскую композиторскую школу. Среди его учеников Хуан Оррего Салас, Альфонсо Летельер Льона и другие. Первый президент Национальной ассоциации композиторов Чили, со дня её основания в 1936 году .

## Сочинения
- симфония (1910)
- симфоническая увертюра (1904)
- симфоническая сюита «Чилийские сельские сцены» / Escenas campesinas chilenas (1920)
- симфоническая поэма «Голоса улиц» / La voz de las calles (1913, 2-я редакция 1930)
- концерт для виолончели с оркестром (1915)
- концерт для скрипки с оркестром (1940)
- концерт для фортепиано с оркестром (1945)
- камерные инструментальные ансамбли
- пьесы для фортепиано, в том числе 12 тонад (1922)
- 6 тонад (1925, 1936)
- струнный квартет (1947)
- три сонаты для фортепиано (1909—1915)
- 12 пьес в чилийском народном стиле (1918—1922)

## Награды
- 1945 — Национальная премия в области искусства